# Cimber
 Ikke at forveksle med Cimber Sterling.
Cimber A/S var et flyselskab fra Danmark med hovedkontor i Sønderborg, etableret den 15. maj 2012 efter Cimber Sterlings konkurs tidligere samme måned. Selskabet fløj udelukkende for Scandinavian Airlines på en ACMI-kontrakt (Aircraft, Crew, Maintenance og Insurance), med en flåde bestående af syv eksemplarer af Bombardier CRJ-200 og to ATR 72. Cimber startede med en aktiekapital på 600.000 kroner.
Den 29. september 2014 blev det offentliggjort, at SAS havde opsagt kontrakten med Cimber om flyvninger på danske indenrigsruter fra april 2015, hvorfor Cimber havde opsagt sine medarbejdere. Den 8. december 2014 offentliggjorde SAS, at SAS havde købt Cimber for 20 mio. kr., hvorefter Cimber vil indgå som et datterselskab i SAS.

## Historie
Da Cimber Sterling den 3. maj 2012 blev erklæret konkurs, drev selskabet blandt andet op til 30 daglige flyvninger til primært Nord- og Østeuropa fra Københavns Lufthavn på vegne af Scandinavian Airlines (SAS), med fire eksemplarer af Bombardier CRJ-200. Denne aftale blev af konkursboets kurator, advokatfirmaet Kromann Reumert, forlænget til 16. maj da dette var en overskudsgivende forretning.
16. maj 2012 blev det offentliggjort at flere dele af konkursboet efter Cimber Sterling var blevet solgt, blandt andet ACMI-aftalen med SAS. Køberne af SAS-aftalen var de tidligere topfolk i Cimber Sterling, Jørgen Nielsen der er søn af Cimber Airs stifter Ingolf Nielsen, den tidligere juridiske direktør Alex Dyrgaard, samt flyselskabets tidligere administrerende direktør Jacob Krogsgaard. Aftalen indebar at 114 ansatte ville fortsætte i Cimber A/S. Samtidig underskrev SAS og Cimber A/S en forlængelse af aftalen gældende til sommeren 2014. Cimber havde ingen planer om at etablere flyvninger i eget navn, men ville udelukkende fokusere på operationer for andre selskaber.